# Назугум
«Назугум» — радянський телефільм 1991 року, знятий режисером Аброром Касимовим на студії «Узбектелефільм».

## Сюжет
У 1826 році, після жорстокого придушення повстання уйгурів — жителів Кашгару — проти маньчжуро-китайців, маньчжурський хан Дуван по-звірячому знищив повстанців, посадив у в'язниці, сотні з них були заслані з Кашгару в Ілійську долину. Серед повстанців була Назугум, яка своїми героїчними віршами піднімала дух народу. Її справжнє ім'я Чолпангуль, але через її чорні очі та брови, ніжну тендітну фігуру, народ називав її Назугум, тобто ніжна.

## У ролях
- Суммбат Ганіярова — Назугум
- Айбарчин Бакірова — головна роль
- Ріхсі Ібрахімова — головна роль
- Рахілям Машурова — Аїмхан, дружина старого Бакі
- Джамал Хашимов — маньчжур
- Іногам Адилов — шукач
- Машраб Кімсанов — Балти
- Халіл Хамраєв — хан Дуван
- Раджаб Адашев — дервіш
- Санат Діванов — володар Фергани
- Уктам Лукманова — мати
- Рустам Карімов — брат
- Анвар Кенджаєв — Бакі
- Турсун Імінов — шукач
- Максуд Атабаєв — епізод
- А. Рахімов — епізод
- Шухрат Умаров — шукач
- Набі Худайбердиєв — епізод

## Знімальна група
- Режисер — Аброр Касимов
- Сценарист — Тамілла Касимова
- Оператор — Акмаль Умарбеков
- Художник — М. Сидоренко